# Manito
Manito è una municipalità di quarta classe delle Filippine, situata nella Provincia di Albay, nella Regione del Bicol.
Manito è formata da 15 baranggay:
- Balabagon
- Balasbas
- Bamban
- Buyo
- Cabacongan
- Cabit
- Cawayan
- Cawit
- Holugan
- It-Ba (Pob.)
- Malobago
- Manumbalay
- Nagotgot
- Pawa
- Tinapian